# Phalacrichus durus
Phalacrichus durus är en skalbaggsart som beskrevs av Wooldridge 1982. Phalacrichus durus ingår i släktet Phalacrichus och familjen lerstrandbaggar. Inga underarter finns listade i Catalogue of Life.